# Milieugevolgen van voedselproductie

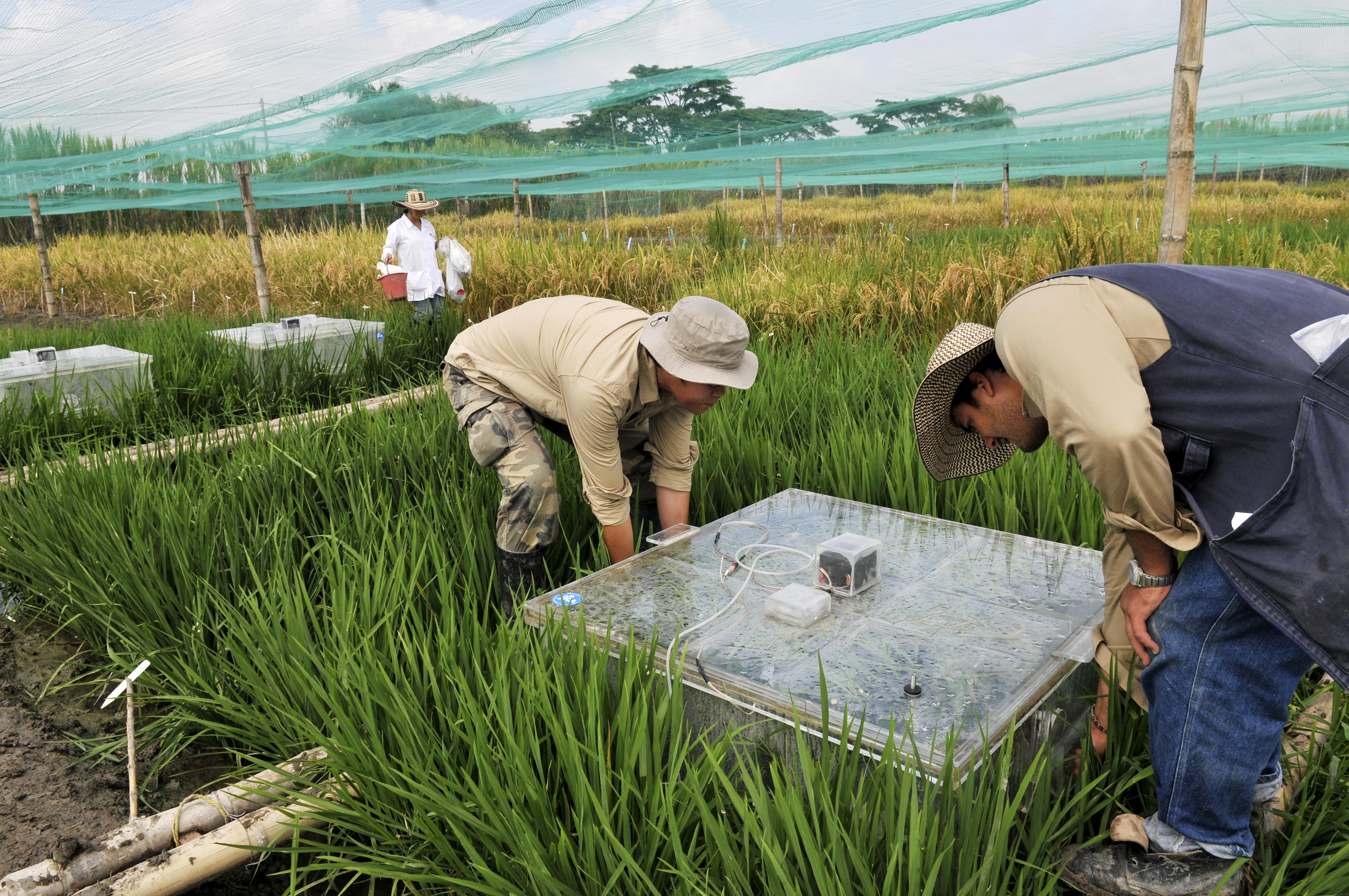
Meting van broeikasgassen bij rijst door het International Center for Tropical Agriculture

De milieugevolgen van voedselproductie en -consumptie betreffen het effect van de landbouw en de voedselbewerking op de bodem, het oppervlaktewater, de aardatmosfeer, het klimaat en de natuurgebieden. Door de groei van de wereldbevolking, en tegelijkertijd de toename van de welvaart, neemt de vraag naar voedsel, en de daarmee samenhangende energie- en waterbehoefte, nog steeds toe. De milieugevolgen betreffen de gehele voedselproductie (voedselketen), vanaf de landbouwproducent, via de verwerkende industrie en het voedseltransport, tot aan de verkoop in de winkel.
De voedselketen blijkt, naast verwarming en verlichting van gebouwen, de industrie en het vervoer van personen en overige goederen, een duidelijke invloed op het milieu te hebben.
Op de ruim 500 miljoen boerenbedrijven wereldwijd wordt voedsel geproduceerd voor circa 7,6 miljard mensen (2020). Hiervoor is veel land nodig en tevens water voor bevloeiing. Ook wordt kunstmest gebruikt en vindt er uitstoot van gassen en stoffen plaats, wat kan leiden tot schade voor omliggende ecosystemen en een veroorzaker is van klimaatverandering.
Een veranderend klimaat vormt mogelijk een bedreiging voor de voedselzekerheid. Tot in de 21e eeuw is de aarde in principe in staat geweest om de wereldbevolking te voeden, afgezien van hongersnoden door misoogsten (als gevolg van  plantenziekten, droogte of overstromingen), of door oorlogen of desastreus landbouwbeleid (Oekraïne jaren 1930). Er zijn vermoedens dat de rijstteelt ongunstig wordt beïnvloed door de huidige klimaatverandering.

## Onderzoek
Uit enkele onderzoeken die tussen 2010 en 2020 zijn uitgevoerd, worden hieronder de belangrijkste resultaten weergegeven. De onderzoeken zijn gedaan door:
- J. Poore (Universiteit van Oxford) en T. Nemecek (Agro-ecology and Environment Research Division, Zürich)
- V. Sandström et al. (Universiteit van Helsinki)
- M. Crippa et al. (Europese Commissie; Joint Research Centre, Ispra, Italië)
- Food and Agricultural Organisation, Verenigde Naties
- RijksInstituut voor Volksgezondheid en Milieu, Nederland[3]

Bij gebrek aan vergelijkbare en geharmoniseerde wereldwijde emissie-coëfficiënten bevatten de gegevens de nodige onzekerheid. De uitkomsten zijn eerder indicatief dan exact, overigens zonder duidelijke tegenstrijdigheden. 
Met name gegevens over emissies als gevolg van ontbossing variëren door verschil in methodes en door aannames over de hoeveelheid opgeslagen CO2 die uit een gekapt bos vrijkomt. Een standaardbenadering en -meting bestaat niet.
Verschillen in resultaten kunnen ook worden verklaard door de afbakening van het onderzoek, het aantal onderzochte bedrijven, en de toewijzingsmethoden van emissies aan verschillende producten (vlees en melk van dezelfde koe). Door de verschillende methoden die worden gebruikt om de emissies te meten is het lastiger om resultaten te vergelijken, al wijzen deze wel in dezelfde richting.

## Poore & Nemecek
Het onderzoek van Poore en Nemecek had betrekking op ruim 38.000 producenten in 119 landen, 1600 verwerkers, verschillende soorten verpakking en typen retailers. Omdat de werkwijzen van de producenten nogal heterogeen van aard zijn, is de invloed op het milieu sterk verschillend, ook bij voortbrenging van hetzelfde product.
De gemiddelde grootte van een landbouwbedrijf varieert van 0,5 hectare in Bangladesh tot 3000 ha in Australië.  Het kunstmestgebruik varieert van 1 kilo stikstof per hectare in Oeganda tot 300 kg in China. Productie vindt plaats op verschillende grondsoorten en in vrijwel alle klimaten. Het ene product wordt vrijwel onbewerkt verkocht aan de eindgebruiker, het andere passeert meerdere bewerkers of tussenhandelaren. Van de 100 kilo geproduceerde voedsel wordt gemiddeld 17 kg internationaal getransporteerd. Voor noten en oliën loopt dat echter op tot 50 en 56 kg per 100 kg.
Bij het onderzoek is ook gebruik gemaakt van de resultaten van 570 andere geschikt geachte onderzoeken die meest in de eerste 20 jaar van de 21e eeuw zijn uitgevoerd. In het onderzoek zijn 42 producten meegenomen die ongeveer 90% vertegenwoordigen van het benodigde proteïne- en calorieverbruik. 
Deze onderzoekers keken naar een vijftal milieufactoren, waarbij de factor watergebruik in dit artikel niet wordt meegenomen.
De voedselketen als geheel, vanaf de teelt tot aan de koop door de gebruiker, veroorzaakte (circa 2012) ruim 13,5 miljard ton CO2-equivalent. Dat is volgens dit onderzoek 26% van door de mens veroorzaakte emissies van broeikasgassen.  Door de agrarische productie van non-foodproducten (o.a. katoen en bloemen) en niet-agrarische oorzaken van ontbossing, is de CO2 uitstoot nog eens 2,8 miljoen ton extra of 5% van de totale emissie. Voedselproductie veroorzaakt circa 32% van de bodemverzuring en circa 78% van de fosfatendispositie. Het grootste deel van deze invloeden treedt op in de eerste fase van de keten, op de boerderij. Namelijk circa 60% van de broeikasgassen (81% indien rekening houdend met ontbossing) 79% van de verzuring en 95% van de fosfaten.

##### Landgebruik
De helft van het bewoonbare land (exclusief woestijnen, rotsen en gletsjers) is in gebruik voor landbouw. Van het totale landbouwareaal wordt weer 77% gebruikt als graasland en om veevoer te telen. Het vee levert op zijn beurt niet meer dan 18% van de caloriebehoefte en 40% van de proteïnen (2018).
Per soort voedsel, en per producent, zijn er grote verschillen in grondgebruik. Voor rundvlees wordt per 100 gram proteïne gemiddeld 164 m² gebruikt. Bij schapen is het gemiddelde 185 m². Uit oogpunt van dierenwelzijn is dit op zich gunstig: schaapskudden worden vaak gehouden op uitgestrekte heide- en graslanden.

##### Broeikasgassen
De uitstoot van broeikasgassen wordt gemeten in CO2-equivalenten per eenheid voedsel (1000 K-calorie en 100 gram proteïne). Dat wil zeggen dat stoffen als methaan en distikstofmonoxide (lachgas) ook worden meegenomen, herrekend naar de invloed die ze hebben. De verhouding bedraagt 1:25:298
De 26% broeikasgassen door voedsel kunnen worden onderverdeeld in:
1. Veeteelt en visteelt 31%. Dit betreft emissies die op de boerderij ontstaat door methaan van herkauwers en uitlaatgassen van materieel en vissersschepen.
2. Teelt van gewassen 27%. Betreft vrijkomende gassen bij gebruik van (kunst)mest, methaan bij de rijstproductie en CO2 van landbouwmachines.
3. Landgebruik en verandering daarin 24%. Expansie van landbouwgebied betekent dat bos en andere groengebieden (opslagplaatsen van CO2) gebruikt gaan worden.[7][8]
4. Verwerkende industrie, transport en winkels 18%, waarvan 1/3 deel voor transport.

##### Stikstofoxiden en fosfaten
Dit betreft vervuiling van de omgeving door respectievelijk verzuring en overtollige voedingsstoffen (vermesting). Hierdoor ontstaat een onbalans in de omgeving tussen stikstofoxiden en andere voedingsstoffen.  Dit bevordert de groei van bijvoorbeeld grassen en brandnetels terwijl planten die behoefte hebben aan een schrale bodem verdwijnen. In water kan overdadige groei van waterplanten en algen nadelig zijn voor vissen. Aan het einde van het groeiseizoen als de algen afsterven en gaan rotten kan dit tot hypoxie - het ontbreken van zuurstof - leiden. Deze vervuiling wordt uitgedrukt in zwaveldioxide-equivalenten (SO2) en in fosfaat-equivalenten (PO4) per eenheid voedsel (100 gram proteïne). 
In onderstaande tabel zijn het in grote lijnen dezelfde producten die slecht scoren of goed scoren, bij broeikasgassen, stikstofoxiden en fosfaten. Een uitzondering vormen varkensvlees en kaas, die het nu verhoudingsgewijs wat slechter doen. Varkensmest bevat namelijk veel ammoniak.
In Nederland is ongeveer 30% van de verzuring van het milieu een gevolg van ammoniak, deze is grotendeels uit de agrarische sector afkomstig. De ammoniak ontsnapt uit de stallen of komt in de lucht terecht na bemesting van het land. Via de lucht komt het in de bodem of het water terecht. Het effect van ammoniakuitstoot op de natuur kan onder andere worden gemeten aan de hand van de mate van aanwezigheid van bepaalde korstmossen.
Uit metingen blijkt dat de depositie van verzurende stoffen de afgelopen jaren is afgenomen door het gevoerde milieubeleid. De depositie van zwavel is daarbij sterker afgenomen dan die van stikstof. Zwavel is voornamelijk afkomstig uit drie bronnen: zeescheepvaart, raffinaderijen en industrie. Stikstof is afkomstig uit landbouw, verkeer en industrie.
De emissie van fosfaten is wereldwijd voor 78% afkomstig van de landbouw, slechts voor 22% uit andere processen.

## Tabel met producten
In onderstaande tabel zijn de milieu-invloeden van 24 van de 42 belangrijke voedingsmiddelen uit het onderzoek van Poore en Nemecek opgenomen. De weergegeven cijfers zijn gemiddelden.
| product                          | broeikasgassen in kg. CO2-eq. per 1000K-cal product | broeikasgassen in kg. CO2-eq. per 100 gram proteïne | zwaveloxiden in grammen SO2-eq. (SO2, NH3, NOx) per 100 gram proteïne | omgevingsvervuiling met fosfaten in grammen PO4-eq. per 100 gram proteïne |
| -------------------------------- | --------------------------------------------------- | --------------------------------------------------- | --------------------------------------------------------------------- | ------------------------------------------------------------------------- |
| rundvlees (vleeskoeien)          | 36                                                  | 50                                                  | 160                                                                   | 151                                                                       |
| rundvlees (melkkoeien)           | 12                                                  | 17                                                  | 174                                                                   | 185                                                                       |
| lams/schapenvlees                | 12,5                                                | 20                                                  | 69                                                                    | 49                                                                        |
| garnalen/schaaldieren (gekweekt) | 26                                                  | 18                                                  | 90                                                                    | 154                                                                       |
| varkensvlees                     | 5                                                   | 7,5                                                 | 88                                                                    | 47                                                                        |
| kip                              | 5                                                   | 6                                                   | 59                                                                    | 28                                                                        |
| vis (gekweekt)                   | 7,5                                                 | 6                                                   | 29                                                                    | 103                                                                       |
| kaas                             | 6                                                   | 11                                                  | 75                                                                    | 45                                                                        |
| melk                             | 5                                                   | 9,5                                                 | 20                                                                    | 11                                                                        |
| eieren                           | 3                                                   | 4                                                   | 48                                                                    | 20                                                                        |
| tomaten                          | 11                                                  | 19                                                  | 17                                                                    | 7,5                                                                       |
| bananen                          | 1,5                                                 | 9,5                                                 | 6,5                                                                   | 3,5                                                                       |
| citrusfruit                      | 1,2                                                 | 6,5                                                 | 4                                                                     | 2                                                                         |
| rijst                            | 1,2                                                 | 6                                                   | 7,5                                                                   | 10                                                                        |
| tofu (sojabonen)                 | 1,2                                                 | 2                                                   | 4                                                                     | 4                                                                         |
| aardappels                       | 0,6                                                 | 2,7                                                 | 5,5                                                                   | 5                                                                         |
| havermout                        | 1                                                   | 2                                                   | 4                                                                     | 4,5                                                                       |
| tarwe en rogge (brood)           | 0,6                                                 | 1,3                                                 | 5                                                                     | 2,5                                                                       |
| maïs                             | 0,4                                                 | 1,8                                                 | 2,5                                                                   | 1                                                                         |
| pinda`s                          | 0,6                                                 | 1,2                                                 | 8,5                                                                   | 5,5                                                                       |
| erwten                           | 0,3                                                 | 0,5                                                 | 4                                                                     | 3,5                                                                       |
| palmolie                         |                                                     | 7,3                                                 | 18                                                                    | 11                                                                        |
| zonnebloemolie                   |                                                     | 3,5                                                 | 28                                                                    | 51                                                                        |
| olijfolie                        |                                                     | 5,5                                                 | 38                                                                    | 37                                                                        |

##### Toelichting bij de tabel
1. Tomaten en bananen bevatten bijna geen calorieën en proteïnen, zodat deze producten hier slecht scoren. Ze worden echter om andere redenen gegeten en per kg gewicht zijn de resultaten niet slecht.
2. Vis en schaaldieren bevatten zeer veel eiwit zodat ze daar beter scoren dan in de calorie-kolom.
3. Palmolie is deels afkomstig van ontgonnen oerwoud, drooggelegde moerassen en veengronden. Uit die bodems komt veel CO2 vrij. Plantaardige oliën worden op zich niet gegeten, maar in kleine hoeveelheden verwerkt in voedsel of als bak/braadproduct gebruikt.
4. Rijst veroorzaakt meer methaan dan andere granen. Is gevolg van akkers die onder water staan, waarbij het van zuurstof afgesneden bodemmateriaal gassen gaat uitscheiden. Dit zou verantwoordelijk zijn voor 11% van de wereldwijde methaan-emissie, of 1,5% van de uitstoot van alle broeikasgassen.
5. Bij melkkoeien is de uitstoot verdeeld over vlees, kaas en melk.
6. Bij runderen zijn de emissies voor ammoniak lager bij grazende dieren. Urine en mest worden door hen apart uitgescheiden terwijl ze bij staldieren in gemengde opslag komen. Door bacteriën wordt ureum dan omgezet in ammoniak. Bij melkkoeien die gemiddeld langer in de stal staan, is de stikstofuitstoot hoger. Ook is de verdeling bij melkkoeien veel schever. De slechtste 5% bedrijven trekken de gemiddelde uitstoot omhoog. Dit zou dan betrekking hebben op melkveebedrijven waar de dieren langdurig binnen staan en de mest bijeen wordt verzameld in plaats dat deze op het land wordt achtergelaten.

Rond het gemiddelde is er een vrij grote spreiding: er zijn producenten die het beter doen, andere slechter. Varkensvlees, kip en eieren hebben echter bijna altijd een betere score dan rundvlees en lamsvlees. Rund en lam vervangen door varken en kip leidt normaal gesproken tot een verbetering. Ook is de minst goede producent van plantaardig voedsel nog altijd beter dan de beste producent van dierlijk voedsel.
De verschillen treden op door de methoden waarop wereldwijd vee etc. wordt gehouden en gevoed. Ook geografische verschillen zoals de vruchtbaarheid van de bodem, reliëf en klimaat, spelen hier een rol. Vleeskoeien in Brazilië grazen op onbemeste graslanden en krijgen geen bijvoeding. Daardoor duurt het veel langer voor ze slachtrijp zijn, en stoten ze meer methaan uit dan Europese koeien.

## Andere onderzoeken

### Crippa
Volgens een onderzoek van Crippa et al. is de broeikasuitstoot van voedingssystemen 34%, wat hoger is dan bij Poore en Nemecek. Volgens het International Panel on Climat Control (IPCC) ligt het aandeel in de grootte-orde 21-37%. 
De 34% wordt door Crippa onderverdeeld in:
- 32% landgebruik en verandering daarin,
- 39% op de boerderij,
- 29% bij verwerking en distributie.

Volgens het onderzoek van Crippa is de emissie van voedseltransport 4,8% (is verwerkt in bovenstaande percentages). Daarvan wordt de volgende onderverdeling gegeven:
- wegvervoer 81%,
- spoorvervoer 15%,
- per schip 3,6%,
- per vliegtuig 0,4%.

### Sandström
Sandström et al. deden in 2018 onderzoek naar een gemiddeld dieet voor Europa. Zuivel, vlees en eieren veroorzaken 83% van de broeikasgassen, plantaardig voedsel 17%. Onderlinge verschillen tussen landen ontstaan door verschuivingen tussen deze groepen.
Volgens dit onderzoek is de uitstoot van voedselgerelateerd broeikasgas circa 24% (19-29%) van de antropogene uitstoot. Dit is echter exclusief vis en schaaldieren, die zij buiten beschouwing lieten. 
Resultaten: de CO2-emissie door voedsel bedraagt voor de hele Europese Unie gemiddeld 1070 kg per persoon per jaar. Koploper is Portugal met 1460 kg; Bulgarije staat onderaan met 610 kg, daar worden minder dierlijke producten gegeten. Portugal heeft een groot aandeel vooral door import uit Zuid-Amerika, en kent een grote vleesconsumptie. Ook in Denemarken, Frankrijk en Finland is de vleesconsumptie hoger dan het Europees gemiddelde. Nederland staat met circa 1250 kg CO2 per persoon op een vrij slechte plaats. In de EU is Nederland de grootste veroorzaker van CO2 door ontbossing wegens de grote invoer van veevoer uit Zuid-Amerika, en de invoer van palmolie.
Verdeeld naar soorten voedsel zijn volgens Sandström in de Europese Unie de belangrijkste veroorzakers van broeikasgas: 
- vlees en eieren 56%,
- zuivel 27%,
- granen, rijst en maïs 4%,
- dranken, koffie en plantaardige oliën 5%
- groenten, wortelen, fruit, noten 8%

Van deze emissies wordt 37% veroorzaakt door het grotendeels ingevoerde veevoer. Dit is doorberekend in vlees en zuivel.

### FAO-onderzoek
De Food and Agricultural Organisation van de Verenigde Naties deed onderzoek naar geografische verschillen. Dit liet zien dat bij runderen West-Europa een gebied is dat vrij goed presteert. Het karkasgewicht per dier bedroeg 290 kg, de methaanuitstoot per kg karkas was 5 à 6 kg. Het gebied met de slechtste prestatie bleek Zuid-Azië met 140 kg karkasgewicht en 49 kg methaan per kg karkas. Het verschil wordt vooral veroorzaakt door de verteerbaarheid van het voer. Deze is in West-Europa (coëfficiënt 0,77) beter dan in Zuid-Azië (0,50). 
Ook bij melkgeiten blijkt Europa het relatief goed te doen. De melkproductie bedraagt ongeveer 240 kg per dier per jaar, waarbij de methaanuitstoot 0,05 kg per kg melk is. In Afrika ten zuiden van de Sahara is de melkgift 50 kg per dier per jaar met 0,22 kg methaan.
Als de hoeveelheid of kwaliteit van het voer goed is, kan een groter deel daarvan gebruikt worden voor vlees- en melkproductie en heeft het dier minder nodig voor het onderhoud van zichzelf. Zo blijken koeien in Noord-Amerika en Europa (economisch gesproken) zeer goed te presteren; ook schapen doen het goed in Europa en geiten in Australië en Nieuw-Zeeland. 
West-Europa is verhoudingsgewijs echter een grote veroorzaker van N2O (lachgas), dat vooral uit mest vrijkomt.  
Bij kippen, eieren en varkensvlees zijn de onderlinge verschillen tussen producenten kleiner omdat deze voor 60% (varkens) tot 85% (kippen) worden voortgebracht in grote bedrijven op een industriële manier, die wereldwijd niet zoveel verschillen vertoont.

## Transport van voedsel

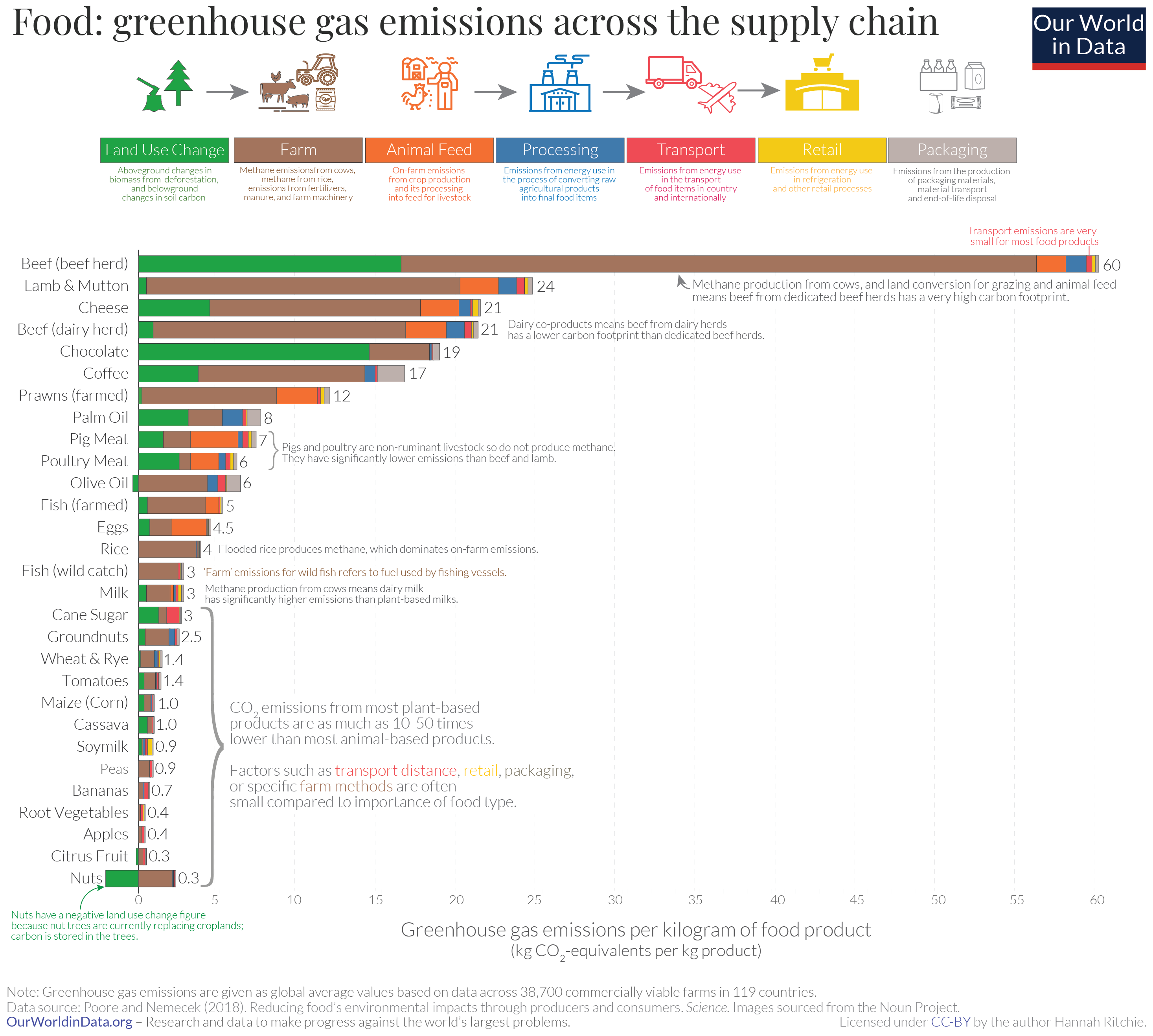
Transport (in het rood) is slechts een zeer klein aandeel in de broeikasgasemissies van voedsel.

Uit de onderzoeken volgt dat het kopen van plaatselijk geproduceerd voedsel niet zoveel effect heeft, omdat de bijdrage van voedsel-gerelateerd transport aan de CO2-uitstoot vrij klein is. Wat iemand eet is belangrijker dan waar het vandaan komt. Van de 60 kg CO2 die 1 kg rundvlees veroorzaakt, als dat per schip 9000 km van Amerika naar Europa wordt vervoerd, wordt 0,2 kg veroorzaakt door het vervoer. 
Slechts van vervoer door de lucht kan gezegd worden dat het milieu-nadelig is. 
Het transport van voedsel bestaat echter voor slechts 0,16% van de totale ton-kilometers uit luchtvervoer. Vervoer per schip is goed voor 60% van de ton-kilometers. Daarom is de gemiddelde transport-emissie van voedsel volgens Poore & Nemecek niet meer dan 6%. Bij producten die door de lucht worden aangevoerd is dit veel hoger. Dat is het geval bij bederfelijke goederen als druiven, bessen en groene groenten. 
Berekend is dat asperges die van Peru naar Londen worden gevlogen, door de wijze van transport slechter gaan scoren dan varkens- of kippenvlees. Indien per boot vervoerd, zelfs over deze afstand, blijft het een product met een heel lage “carbon footprint”.

## Conclusies
Voor het terugdringen van de emissie-omvang is een palet aan veranderingen nodig. Bij een groeiende bevolking blijft kunstmest nodig en aan de methaanuitstoot van runderen valt vrij weinig te veranderen. Veranderingen in het menu, beperking van voedselverspilling, grootschaliger productie van alternatieven met een lagere CO2-uitstoot, en sluiting van bedrijven die aantoonbaar ongunstig scoren op milieugebied, zijn alle nodig.
Volgens de FAO zijn er zes mogelijke interventies om de emissies van producten afkomstig van rundvee, te verminderen: 
1. vermindering van ontbossing als gevolg van weide-expansie en de teelt van voedergewassen;
2. verbetering van de voedingsgewoonten en verteerbaarheid van veevoer;
3. verbetering van weidegang en weidebeheer om de voorraden organische koolstof in de bodem te vergroten;
4. verhogen van opbrengsten, bijv. door genetica, voeding en diergezondheid, wat het aantal dieren kan beperken;
5. verbetering van het mestbeheer – vermindering van het gebruik van onbedekte vloeibare opslag;
6. verhogen van de efficiëntie van het energieverbruik, vooral bij de verwerkende industrie.[23]

Bij de conclusies van de FAO valt op dat de consumptie kennelijk als een gegeven wordt beschouwd, terwijl de consument bij zijn voedselaankopen tientallen opties heeft en een verschil kan maken. Uit het onderzoek van Sandström bleek ook dat hier mogelijkheden liggen. In de EU wordt per jaar per persoon 80 kg vlees en 240 kg zuivel gebruikt; het wereldgemiddelde is 42 en 90 kg. De huidige calorieën- en proteïne-inname is in de EU hoger dan aanbevolen, zodat een bijstelling naar beneden mogelijk is.